# Choisey
Choisey est une commune française située dans le département du Jura, dans la région culturelle et historique de Franche-Comté et la région administrative Bourgogne-Franche-Comté.
Ses habitants sont appelés les  Cabotines et les Cabotins.

## Géographie

### Situation
Situé juste au sud-ouest de Dole, Choisey est traversé par le canal du Rhône au Rhin, le Doubs au sud, et l'autoroute A39 à l'ouest avec un accès à cette dernière (accès no 6 Dôle Choisey) et la RN 73, constituant ainsi un des principaux accès à la ville de Dole.

### Communes limitrophes
|          | Foucherans | Dole    |
| Damparis | Choisey    | Crissey |
|          | Gevry      |         |

### Hydrographie
- Le Doubs, le Canal du Rhône au Rhin.

### Climat
Pour des articles plus généraux, voir Climat de la Bourgogne-Franche-Comté et Climat du département du Jura.
En 2010, le climat de la commune est de type climat océanique dégradé des plaines du Centre et du Nord, selon une étude du Centre national de la recherche scientifique s'appuyant sur une série de données couvrant la période 1971-2000. En 2020, Météo-France publie une typologie des climats de la France métropolitaine dans laquelle la commune est exposée à un climat semi-continental et est dans la région climatique  Bourgogne, vallée de la Saône, caractérisée par un bon ensoleillement (1 900 h/an), un été chaud (18,5 °C), un air sec au printemps et en été et des vents faibles. 
Pour la période 1971-2000, la température annuelle moyenne est de 10,7 °C, avec une amplitude thermique annuelle de 17,5 °C. Le cumul annuel moyen de précipitations est de 950 mm, avec 12 jours de précipitations en janvier et 8,3 jours en juillet. Pour la période 1991-2020, la température moyenne annuelle observée sur la station météorologique de Météo-France la plus proche, « Dole », sur la commune de Dole à 4 km à vol d'oiseau, est de 11,6 °C et le cumul annuel moyen de précipitations est de 1 023,0 mm. 
La température maximale relevée sur cette station est de 40 °C, atteinte le 31 juillet 2020 ; la température minimale est de −24 °C, atteinte le 10 janvier 1985,,. 
Les paramètres climatiques de la commune ont été estimés pour le milieu du siècle (2041-2070) selon différents scénarios d'émission de gaz à effet de serre à partir des nouvelles projections climatiques de référence DRIAS-2020. Ils sont consultables sur un site dédié publié par Météo-France en novembre 2022.

## Urbanisme

### Typologie
Au 1er janvier 2024, Choisey est catégorisée ceinture urbaine, selon la nouvelle grille communale de densité à sept niveaux définie par l'Insee en 2022.
Elle appartient à l'unité urbaine de Dole, une agglomération intra-départementale regroupant huit  communes, dont elle est une commune de la banlieue,,. Par ailleurs la commune fait partie de l'aire d'attraction de Dole, dont elle est une commune de la couronne,. Cette aire, qui regroupe 87 communes, est catégorisée dans les aires de 50 000 à moins de 200 000 habitants,.

### Occupation des sols
L'occupation des sols de la commune, telle qu'elle ressort de la base de données européenne d’occupation biophysique des sols Corine Land Cover (CLC), est marquée par l'importance des territoires agricoles (58,7 % en 2018), en diminution par rapport à 1990 (62,1 %). La répartition détaillée en 2018 est la suivante : 
terres arables (30,4 %), zones agricoles hétérogènes (22,7 %), forêts (21 %), zones industrielles ou commerciales et réseaux de communication (6,9 %), eaux continentales (6,8 %), zones urbanisées (6,3 %), prairies (5,6 %), mines, décharges et chantiers (0,3 %). L'évolution de l’occupation des sols de la commune et de ses infrastructures peut être observée sur les différentes représentations cartographiques du territoire : la carte de Cassini (XVIIIe siècle), la carte d'état-major (1820-1866) et les cartes ou photos aériennes de l'IGN pour la période actuelle (1950 à aujourd'hui).

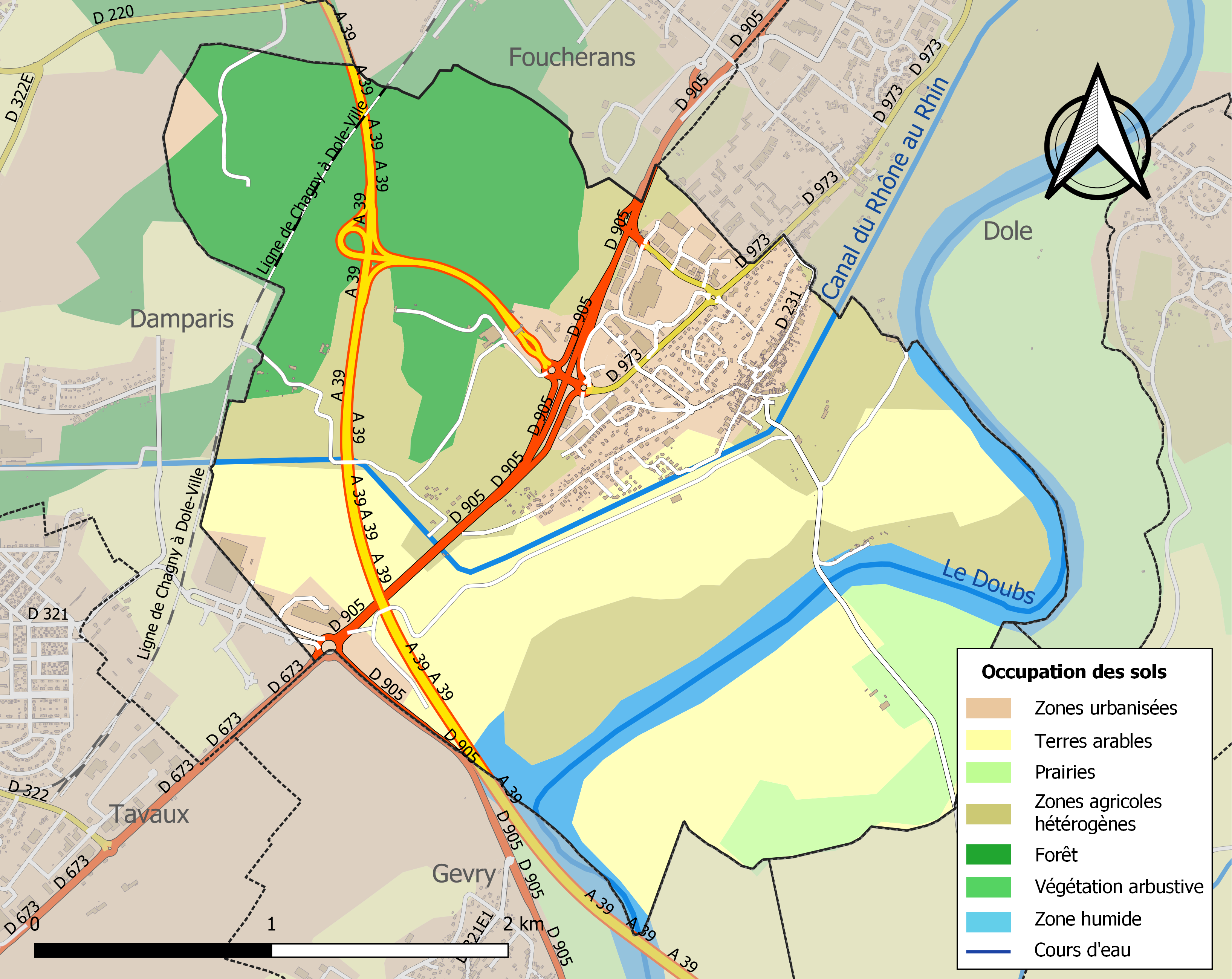
Carte des infrastructures et de l'occupation des sols de la commune en 2018 (CLC).

## Toponymie
Attestée sous la forme: Choiseyo en 1354.
D'après Albert Dauzat et Charles Rostaing, ce toponyme est composé du nom d'homme Latin Causius et du suffixe latin -iacum. Ce même nom Causius,  avec le suffixe Gaulois -ialo (clairière, champ), a donné Choiseul.

## Histoire
Choisey est l’un des plus anciens villages de la Séquanie et des monuments incontestables le révèlent comme un foyer de druidisme.
Bâti au pied d'un coteau, jadis planté de vignes, Choisey a des origines très anciennes : l'étymologie de son nom est gallo-romaine. Le passage de la grande voie de Cabillonum (Chalon-sur-Saône) à Vesontio (Besançon) suit à peu près le tracé de la Route Nationale 73. On s'accorde généralement pour voir les soubassements de la Croix-qui-vire, les bases d'une colonne militaire. Au XVIIIe siècle au Bon Repos, on a découvert un fleuron de l'art romain, le magnifique buste diadème d'une déesse, conservé aujourd'hui au musée de Dole.
Du Moyen Âge, Choisey a gardé sa motte féodale. Son nom apparaît dans les textes en 1137. Le seigneur avait le titre de Prévôt. La seigneurie de Parthey ne dépendait pas de la seigneurie de Choisey mais de la Châtellenie de Dole. Le creusement du canal du Rhône au Rhin au début du XIXe siècle, en créant une barrière artificielle, a permis au village ancien de demeurer presque intact jusqu'à aujourd'hui.
Au hameau de Bon Repos, il existe une croix en pierre appelée la Croix qui vire. Les habitants du pays racontent qu’elle tourne sur elle-même tous les cent ans, à minuit le soir de Noël. Un trésor, gardé par un démon, est caché à ses pieds et les sorciers y tenaient autrefois leur sabbat ! Choisey comprend deux châteaux. Celui de Parthey avec tour carrée et quelques restes de murs «habillés» dans le style troubadour (avec sobriété) au XIXe siècle, le tout situé dans un parc à l’anglaise... Ainsi que le beau château des Richardot de Choisey, du XVIIIe siècle.
Entre 1790 et 1794, Choisey absorbe la commune éphémère de Partey.

## Politique et administration

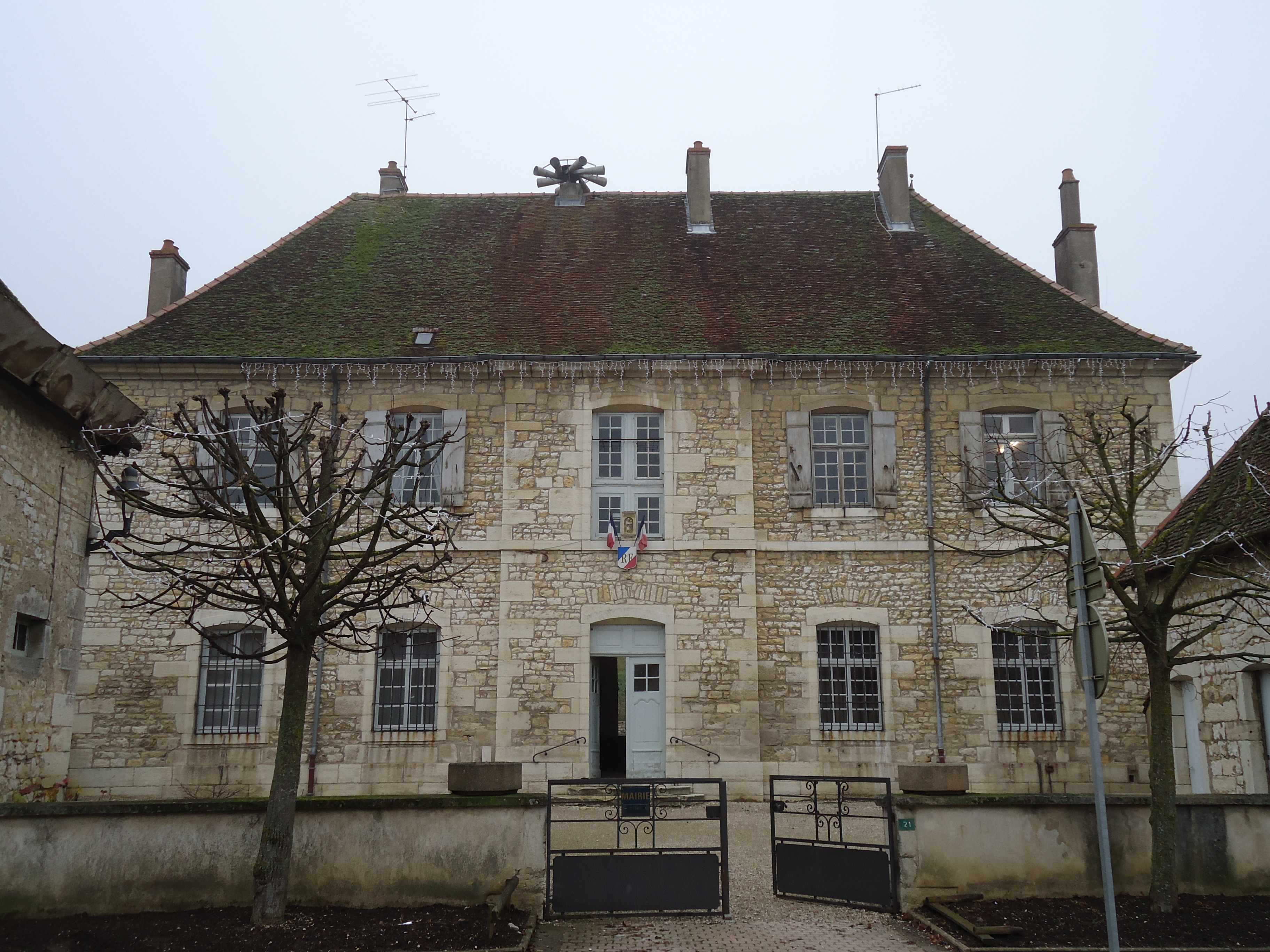
La mairie est une ancienne maison seigneuriale construite en 1722 par les sœurs ursulines de Dole

### Liste des maires
| Période                                  | Période      | Identité               | Étiquette | Qualité                    |
| ---------------------------------------- | ------------ | ---------------------- | --------- | -------------------------- |
| Les données manquantes sont à compléter. |              |                        |           |                            |
| vers 1813                                |              | Laurent Gareaux        |           |                            |
| vers 1887                                |              | Thepenier              |           |                            |
|                                          |              |                        |           |                            |
| juin 1956                                | mars 1971    | Pierre de Menthon      | MRP       | ambassadeur                |
| avant 1981                               | ?            | Jean-Claude Lab        |           |                            |
| avant 1995                               | ?            | Jean-François Louvrier |           |                            |
| mars 2001                                | mars 2008    | René de Menthon        |           |                            |
| mars 2008                                | 2014         | Patrice Guibelin       |           | électricien                |
| mars 2014                                | juin 2020    | Jean-Claude Lab        | DVD       | Administrateur de sociétés |
| juin 2020                                | juillet 2021 | Laurent Rabbe          |           |                            |
| juillet 2021                             | en cours     | Hélène Thevenin        |           |                            |

### Jumelages
- Chlumčany (Louny) (Tchéquie).

## Population et société

### Démographie
L'évolution du nombre d'habitants est connue à travers les recensements de la population effectués dans la commune depuis 1793. Pour les communes de moins de 10 000 habitants, une enquête de recensement portant sur toute la population est réalisée tous les cinq ans, les populations de référence des années intermédiaires étant quant à elles estimées par interpolation ou extrapolation. Pour la commune, le premier recensement exhaustif entrant dans le cadre du nouveau dispositif a été réalisé en 2004.

En 2022, la commune comptait 1 002 habitants, en évolution de −5,83 % par rapport à 2016 (Jura : −0,81 %, France hors Mayotte : +2,11 %).
| 1793 | 1800 | 1806 | 1821 | 1831 | 1836 | 1841 | 1846 | 1851 |
| ---- | ---- | ---- | ---- | ---- | ---- | ---- | ---- | ---- |
| 473  | 478  | 552  | 522  | 448  | 496  | 510  | 540  | 552  |

| 1856 | 1861 | 1866 | 1872 | 1876 | 1881 | 1886 | 1891 | 1896 |
| ---- | ---- | ---- | ---- | ---- | ---- | ---- | ---- | ---- |
| 548  | 534  | 558  | 514  | 513  | 554  | 547  | 564  | 481  |

| 1901 | 1906 | 1911 | 1921 | 1926 | 1931 | 1936 | 1946 | 1954 |
| ---- | ---- | ---- | ---- | ---- | ---- | ---- | ---- | ---- |
| 473  | 479  | 461  | 442  | 471  | 507  | 522  | 553  | 553  |

| 1962 | 1968 | 1975 | 1982 | 1990 | 1999 | 2004  | 2006  | 2009  |
| ---- | ---- | ---- | ---- | ---- | ---- | ----- | ----- | ----- |
| 600  | 747  | 764  | 877  | 887  | 984  | 1 023 | 1 015 | 1 027 |

| 2014  | 2019  | 2022  | - | - | - | - | - | - |
| ----- | ----- | ----- | - | - | - | - | - | - |
| 1 066 | 1 023 | 1 002 | - | - | - | - | - | - |

### Enseignement
.

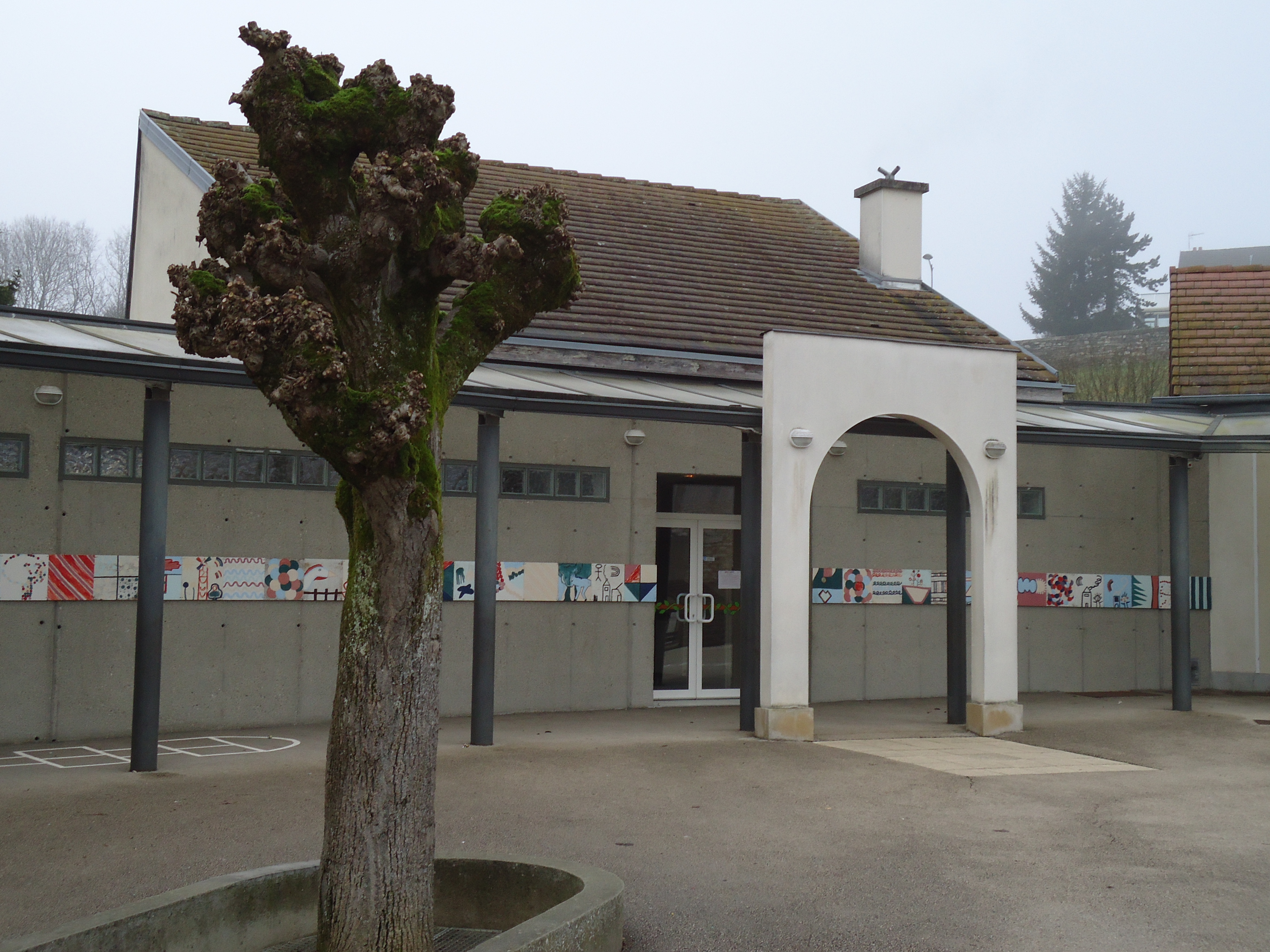
École maternelle et primaire

- École maternelle et primaire Pierre de Menthon.

### Association sportive de Choisey
L'AS Choisey, club de football de la commune, compte 200 licenciés en moyenne. Elle regroupe les catégories d'équipes de jeunes de 6 à 19 Ans, 2 équipes sénior et 2 équipes de foot loisirs (Vétérans et Cora). L'équipe 1 évolue en Ligue de Franche Comté depuis de nombreuses années, l'équipe 2 en 2e division de District du Jura.

## Économie
La commune a sur son territoire deux importantes zones commerciales. L'usine Solvay est la plus grande entreprise du secteur.

## Culture locale et patrimoine

### Lieux et monuments
- Château de Parthey (XIIIe-XVIIIe-XIXe s), inscrit au titre des monuments historiques depuis 2008[19], et dont le parc (XIXe s) a été inventorié par l'IGPC en 1987[20];
- Croix de chemin (XVe s), classée au titre des monuments historiques depuis 1906[21];
- Château Richardot, aujourd'hui de Menthon (XVIIIe s), inscrit, pour partie, et classé, pour autre partie, au titre des monuments historiques depuis 1993[22], et dont le jardin a été inventorié par l'IGPC en 1987[23];
- Église Saint-Antoine;
- Maison des Ursulines de Dole (XVIIIe s), actuelle mairie, partiellement inscrite au titre des monuments historiques depuis 1997[24];
- Monument aux morts (XXe s);
- Salle des fêtes (XXe s);
- Stade municipal Jean-Paul Bongiovanni (XXe s).

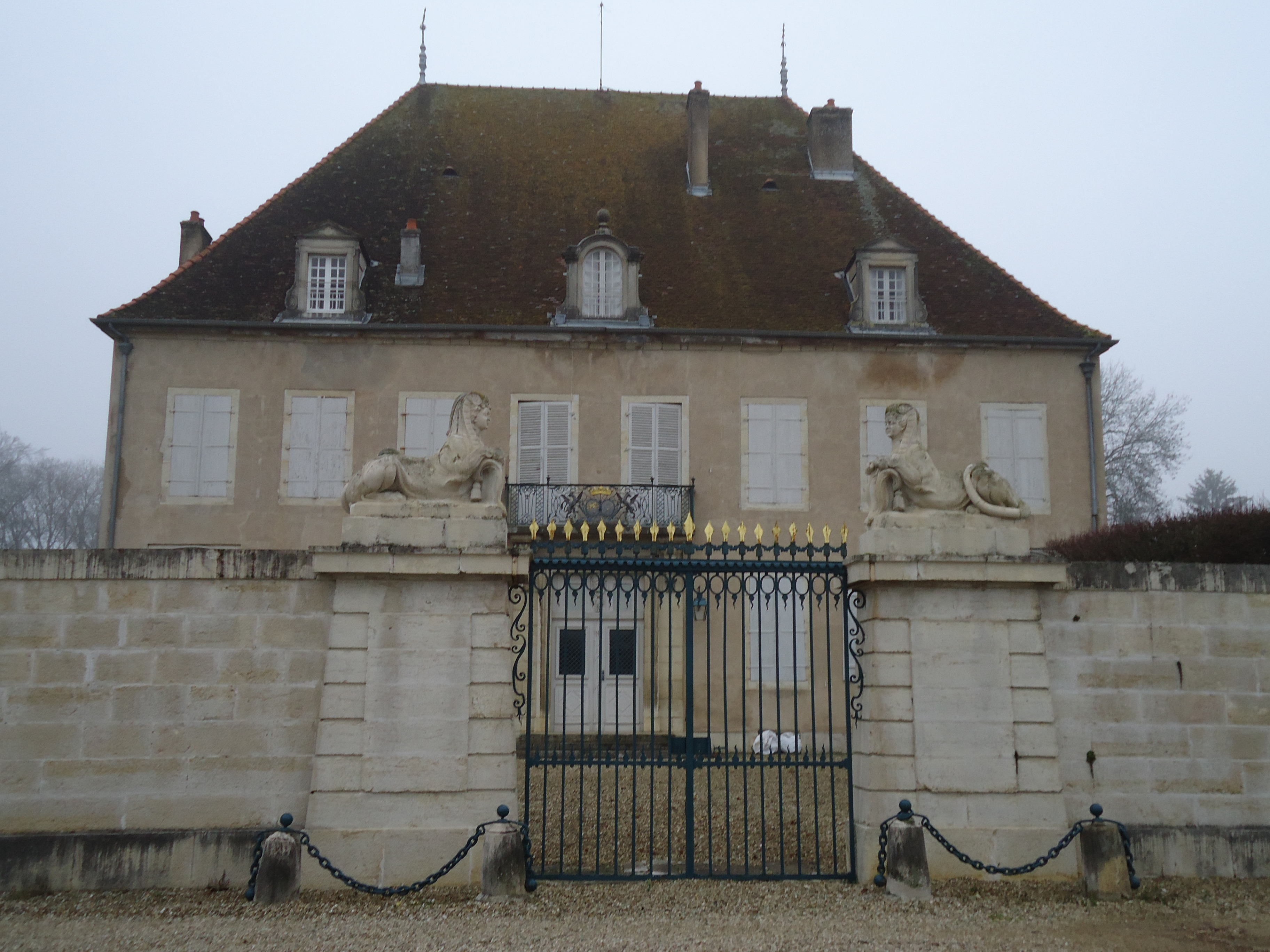
Château de Menthon : Ce château élevé au XVIIIe siècle par la famille Richardot contient de nombreux décors créés par le sculpteur Attiret. Il est classé monument historique
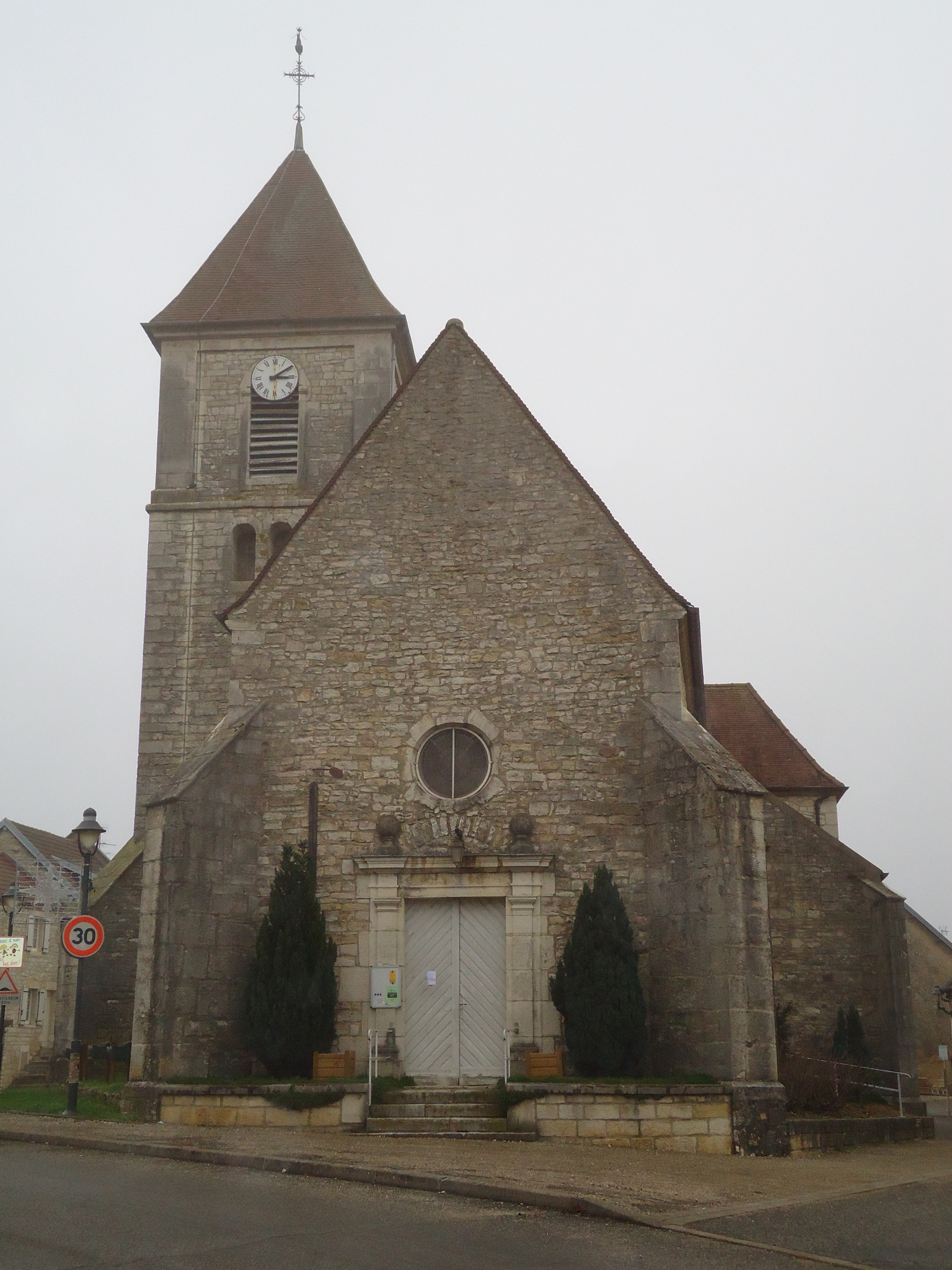
Le chœur de l'église fut construit à la romaine, pour reprendre une vieille expression. À l'intérieur, il faut voir son retable rénové en 2002, la pierre tombale de Guillaume de Rouhault (1404), les chapelles Saint-Antoine et Sainte-Anne
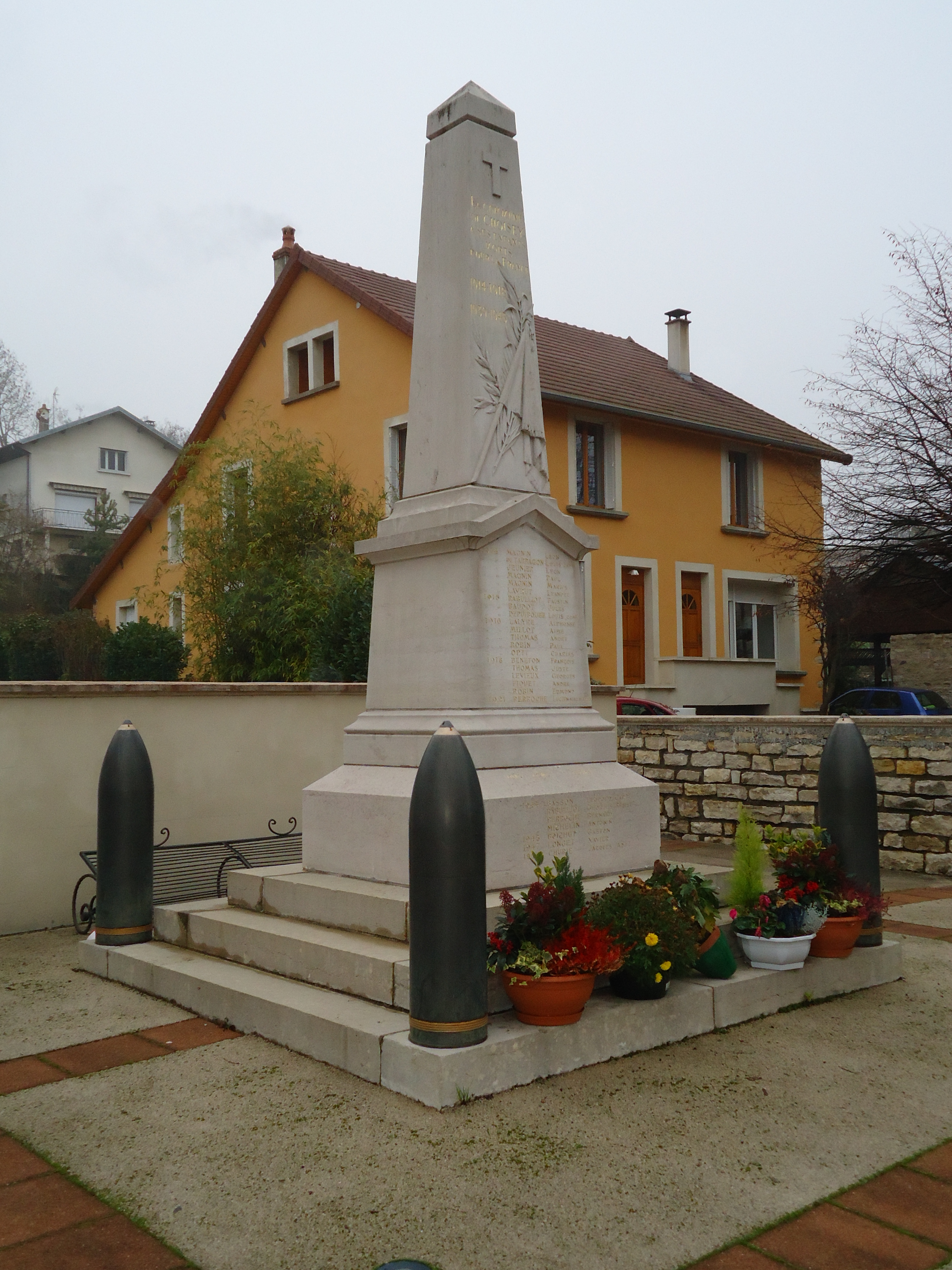
Monument aux morts de la Première et Seconde guerre mondiale sur la Place du Souvenir
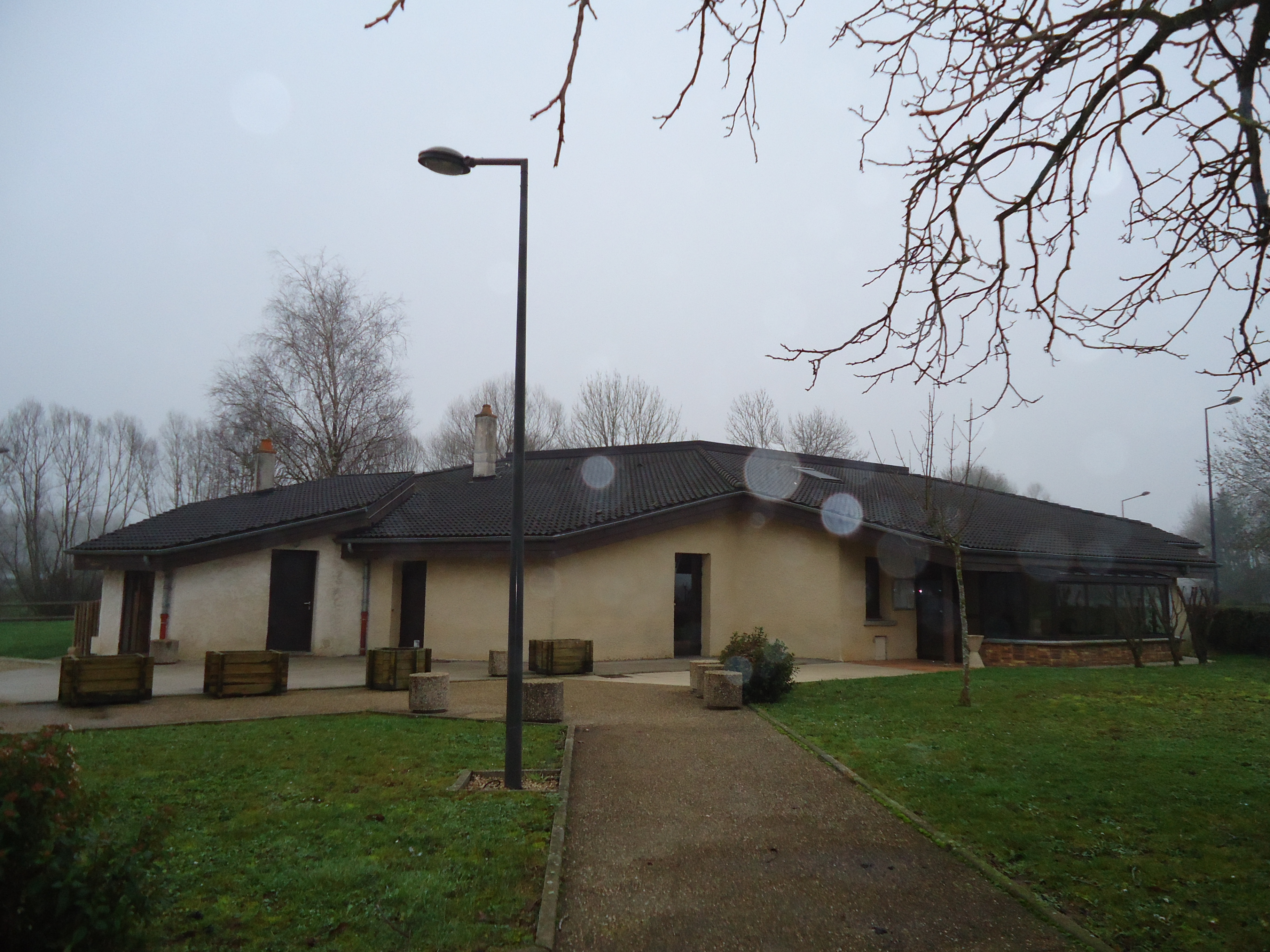
Salle des fêtes

### Personnalités liées à la commune
- Pierre de Menthon (1913-1980) : consul général de France à Québec (1968-1972), ambassadeur de France au Chili (1972-1974) puis en Irlande (1974-1977). Maire de Choisey du 24 juin 1956 jusqu'en mars 1971.
- son père, Henri de Menthon (1865-1962), né à Choisey, homme politique.

### Héraldique
| Blason de Choisey | Blason  | D’azur au pont de trois arches, posé sur une jumelle, dont la pièce du chef est ondée, le tout d’argent, surmonté d’une étoile de six rais, anglée de six queues de comètes caudées de trois pièces, ployées et dextrogyres, d’or. |
| Blason de Choisey | Détails | Le statut officiel du blason reste à déterminer. |